# Delga (Kaya)
Pour les articles homonymes, voir Delga.
Delga est une localité située dans le département de Kaya de la province du Sanmatenga dans la région Centre-Nord au Burkina Faso.

## Géographie
Delga est située à 10 km au nord-ouest du centre de Kaya, la principale ville de la région. Le village est à 2 km à l'ouest de la route nationale 15 reliant à Kaya à Kongoussi.

## Éducation et santé
Delga accueille un centre de santé et de promotion sociale (CSPS) – proposant de manière pilote des consultations obstétriques post-partum – tandis que le centre hospitalier régional (CHR) se trouve à Kaya.
Le village possède deux écoles primaires publiques et l'un des collèges d'enseignement général (CEG) du département.